# الطريق السيار الدار البيضاء – أكادير

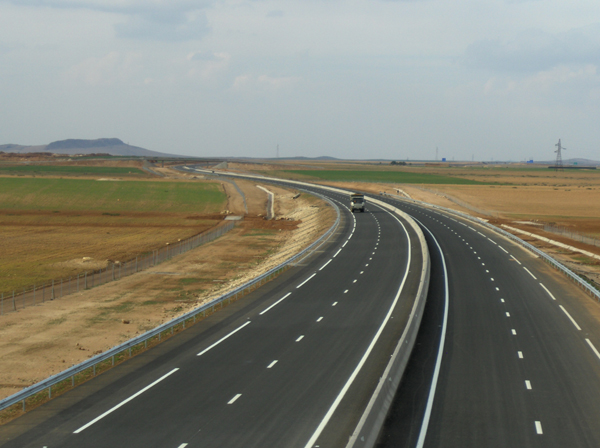

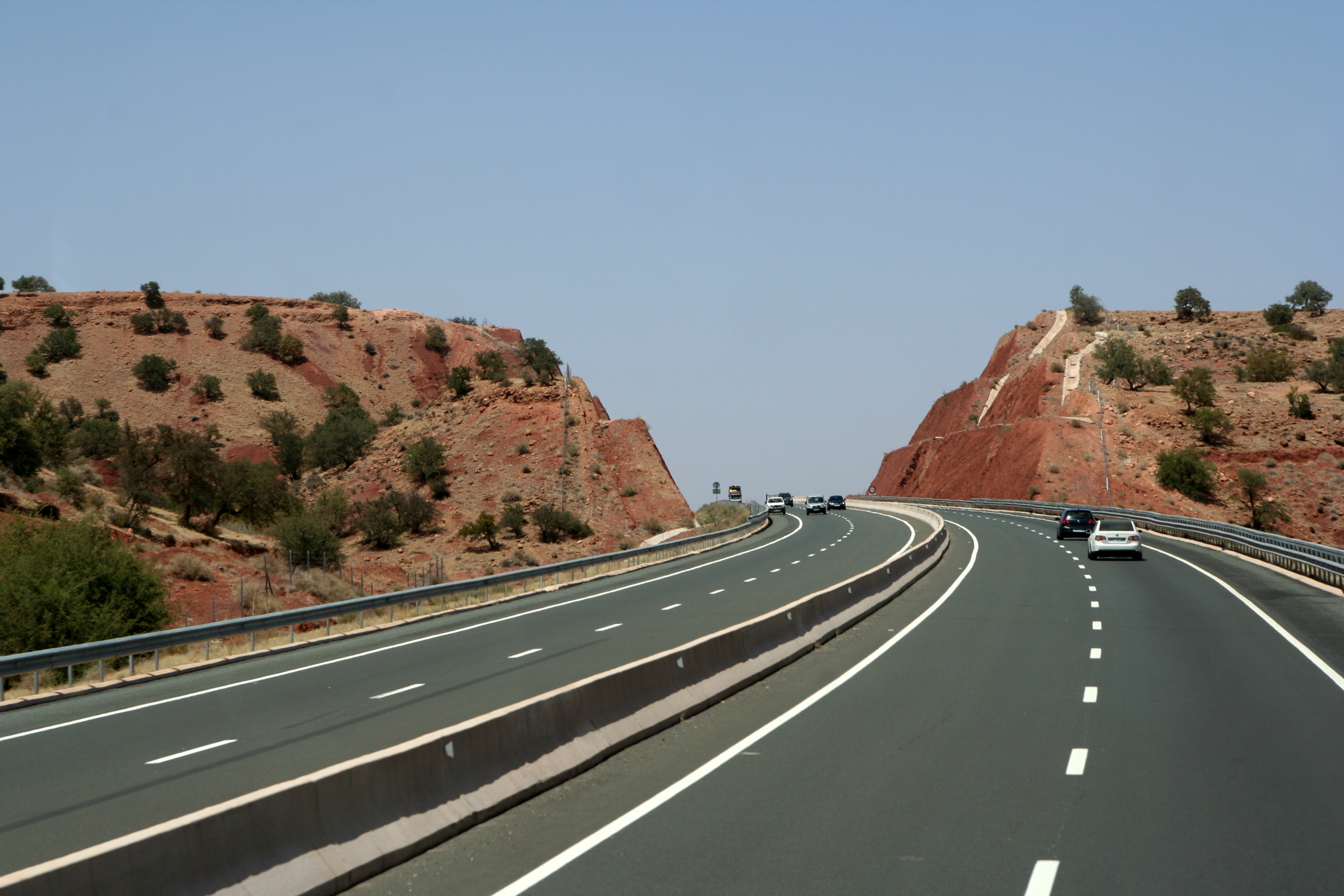

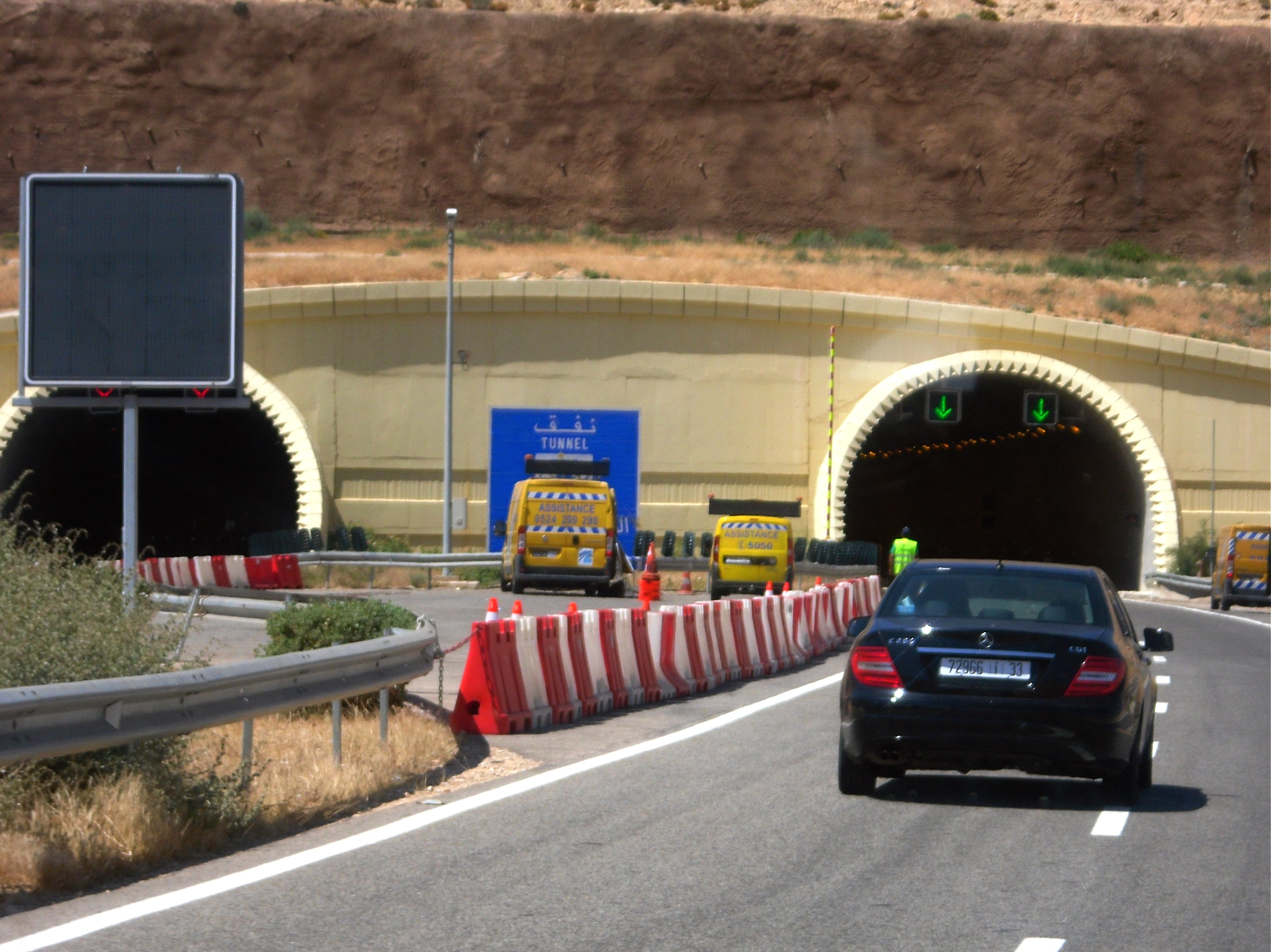
نفق زاوية أيت ملال

الطريق السيار الدارالبيضاء - أكادير هو طريق سيار ينتمي إلى شبكة الطرق السيارة في المغرب، ويربط بين الدار البيضاء وأكادير عبر مراكش. يُرمزُ له اختصاراً بـ A3 ، ويبلغ طوله 453 كلم. ينطلقُ هذا الطريق السيار من حي كاليفورنيا عند بدال الذي يربطه بالطريق السيار الحضري A101 والطريق الوطنية رقم 1 جنوب الدار البيضاء، عند الملتقى بـ A1 كمعبر بين الطريقين السريعين. يتجه الطريق جنوبا خلف بوسكورة لِيُوصل إلى مطار محمد الخامس الدولي. وقد تم إنشاء محطة الأداء مباشرة بعد المطار. يستمر الطريق السيار جنوبا حيث يُحيط بمدينة برشيد ليُزودها بمخرجين، أحدهما شمال المدينة والآخر جنوبا.
تم بناء الأجزاء المتبقية بهذا الطريق السيار على مراحل، حيث تم بناء الطريق السيار حتى سطات سنة 2001، ثم لاحقاً تم افتتاح الشطر الرابط بين سطات ومراكش في 16 أبريل 2007 على مسافة 146 كلم، ثم تبعه افتتاح الشطر الرابط بين مراكش و الأوداية في 5 يناير 2009 على مسافة 50 كلم، وأخيراً تم افتتاح الشطر الأخير من هذا الطريق السيار والرابط بين الأوداية و أكادير في 21 يونيو 2010 على مسافة 183 كلم. ويوجد بهذا الشطر الأخير مناظر خلابة لغابات أشجار الأركان، كما يوجد به نفق زاوية أيت ملال، وهو أول نفق بشبكة الطرق السيارة بالمغرب، ويعتبر نفق أيت ملال، الذي يمكن من عبور الهضاب العليا من الأطلس الكبير، البالغ ارتفاعها حوالي 950 مترا، من بين المنشآت الكبرى للطريق السيار بين مراكش و أكادير، إذ يبلغ طوله الإجمالي المغطى 562 مترا، وطول مدخليه الشمالي والجنوبي 33 مترا لكل مدخل منهما.
بعد تدشين الطريق السيار إلى أكادير، أصبحت المدة الزمنية بين أكادير والدار البيضاء 4H15 فقط، وبين أكادير والرباط 5H15، وبين أكادير وطنجة 7H45.

## انتقادات
- تم انتقاد المقطع الرابط بين مراكش وأكادير لكونه تسبب في إزالة العديد من أشجار الأركان لبناء الطريق السيار، لكن الشركة الوطنية للطرق السيارة ردت على هذه الانتقادات وذكرت أنها بالتعاون مع المندوبية السامية للمياه والغابات ومحاربة التصحر، قد أطلقت برنامج لتشجير مساحة إجمالية قدرت بـ 920 هكتار بشجرة الأركان، أي ما يناهز 200 ألف شتلة جرى غرسها في الفترة الممتدة ما بين 2008 و 2011.
- عرف المقطع الرابط بين أمسكرود وأركانة العديد من حوادث السير الخطيرة بسبب انحداره الشديد فإنه يشكل خطرا على شاحنات الوزن الثقيل، خاصة على مستوى الفرامل، لأن المنحدر يمتد على مسافة 14 كيلومترا، ويعد أحد أصعب المنحدرات التي تواجه سائقي الشاحنات و الحافلات، وقد قامت الشركة الوطنية للطرق السيارة بافتتاح محطة استراحة جديدة في فبراير 2019 لمساعدة السائقين على الراحة والتقليص من احتمال وقوع الحوادث بسبب الفرامل أو بسبب التعب، اعتبارا لطول المنحدر.[4]

## لائحة الطريق
| A 3 الطريق السيار A3 الدار البيضاء-مراكش-اكادير |                                                             |       |       |
| النوع                                           | الاتجاه                                                     | ↓كلم↓ | ↑كلم↑ |
|                                                 | غرب الدار البيضاء                                           |       | +0    |
|                                                 | الدار البيضاء سيدي معروف                                    |       |       |
|                                                 | الطريق السيار A1 (المغرب) A 1                               |       |       |
|                                                 | بوسكورة                                                     |       |       |
|                                                 | مطار محمد الخامس                                            |       |       |
|                                                 | محطة الاداء الدار البيضاء                                   |       |       |
|                                                 | برشيد شمال                                                  |       |       |
|                                                 | الطريق السيار A4 (المغرب) A 4 الطريق السيار A9 (المغرب) A 9 |       |       |
|                                                 | برشيد شرق                                                   |       |       |
|                                                 | محطة استراحة برشيد                                          |       |       |
|                                                 | خريبكة                                                      |       |       |
|                                                 | سطات شمال                                                   |       |       |
|                                                 | سطات وسط                                                    |       |       |
|                                                 | محطة استراحة سطات                                           |       |       |
|                                                 | سخور الرحامنة                                               |       |       |
|                                                 | بن جرير                                                     |       |       |
|                                                 | محطة استراحة سيدي بوعثمان                                   |       |       |
|                                                 | الطريق السيار A301 (المغرب) A 301                           |       |       |
|                                                 | مراكش تامنصورت                                              |       |       |
|                                                 | تاركة مراكش                                                 |       |       |
|                                                 | مراكش الوداية                                               |       |       |
|                                                 | محطة استراحة الوداية                                        |       |       |
|                                                 | شيشاوة                                                      |       |       |
|                                                 | محطة استراحة شيشاوة                                         |       |       |
|                                                 | ايمنتانوت                                                   |       |       |
|                                                 | نفق زاوية ايت ملال                                          |       |       |
|                                                 | محطة استراحة اركانة                                         |       |       |
|                                                 | اركانة                                                      |       |       |
|                                                 | محطة الاداء اكادير                                          |       | +453  |
|                                                 | امسكرود                                                     |       |       |